# Physalaemus lisei
Physalaemus lisei är en groddjursart som beskrevs av Braun 1977. Physalaemus lisei ingår i släktet Physalaemus och familjen Leiuperidae. IUCN kategoriserar arten globalt som livskraftig. Inga underarter finns listade i Catalogue of Life.